# Voldemort: Origins of the Heir
Voldemort: Origins of the Heir é um filme de fantasia italiano de língua inglesa dirigido por Gianmaria Pezzato e Stefano Prestia como produtor executivo. É uma prequela não-oficial da série Harry Potter, criada por Pezzato e Prestia.
O trailer oficial foi lançado no Facebook e YouTube em junho de 2017. O vídeo do Facebook excedeu trinta milhões de visualizações em menos de 48 horas. Em 1 de dezembro de 2017, o trailer final foi lançado no YouTube.
O filme não estreou nos cinemas, mas disponibilizou-se para exibição gratuitamente no YouTube em 13 de janeiro de 2018.
A partir de 23 de janeiro de 2018, o filme recebeu mais de 10 milhões de visualizações.

## Resumo
Voldemort: Origins of the Heir retrata a história da ascensão de Tom Riddle ao poder. Riddle, mais tarde conhecido como Voldemort, é um poderoso Bruxo e principal antagonista da saga Harry Potter. Vários personagens originais são apresentados no filme: não só o protagonista, o Heir of Slytherin, mas também os outros herdeiros das casas de Hogwarts. Warner Bros